# Golden Globe Awards 1995
Die 52. Verleihung der Golden Globe Awards fand am 21. Januar 1995 statt.

## Gewinner und Nominierte im Bereich Film

### Bester Film – Drama
Forrest Gump – Regie: Robert Zemeckis
- Legenden der Leidenschaft (Legends of the Fall) – Regie: Edward Zwick
- Nell – Regie: Michael Apted
- Pulp Fiction – Regie: Quentin Tarantino
- Quiz Show – Regie: Robert Redford

### Bester Film – Musical/Komödie
Der König der Löwen (The Lion King) – Regie: Roger Allers, Rob Minkoff
- Ed Wood – Regie: Tim Burton
- Prêt-à-Porter – Regie: Robert Altman
- Priscilla – Königin der Wüste (The Adventures of Priscilla, Queen of the Desert) – Regie: Stephan Elliott
- Vier Hochzeiten und ein Todesfall (Four Weddings and a Funeral) – Regie: Mike Newell

### Beste Regie
Robert Zemeckis – Forrest Gump
- Robert Redford – Quiz Show
- Oliver Stone – Natural Born Killers
- Quentin Tarantino – Pulp Fiction
- Edward Zwick – Legenden der Leidenschaft (Legends of the Fall)

### Bester Hauptdarsteller – Drama
Tom Hanks – Forrest Gump
- Morgan Freeman – Die Verurteilten (The Shawshank Redemption)
- Paul Newman – Nobody’s Fool – Auf Dauer unwiderstehlich (Nobody’s Fool)
- Brad Pitt – Legenden der Leidenschaft (Legends of the Fall)
- John Travolta – Pulp Fiction

### Beste Hauptdarstellerin – Drama
Jessica Lange – Operation Blue Sky
- Jodie Foster – Nell
- Jennifer Jason Leigh – Mrs. Parker und ihr lasterhafter Kreis (Mrs. Parker and the Vicious Circle)
- Miranda Richardson – Tom & Viv
- Meryl Streep – Am wilden Fluß (The River Wild)

### Bester Hauptdarsteller – Musical/Komödie
Hugh Grant – Vier Hochzeiten und ein Todesfall (Four Weddings and a Funeral)
- Jim Carrey – Die Maske (The Mask)
- Johnny Depp – Ed Wood
- Arnold Schwarzenegger – Junior
- Terence Stamp – Priscilla – Königin der Wüste (The Adventures of Priscilla, Queen of the Desert)

### Beste Hauptdarstellerin – Musical/Komödie
Jamie Lee Curtis – True Lies – Wahre Lügen (True Lies)
- Geena Davis – Sprachlos (Speechless)
- Andie MacDowell – Vier Hochzeiten und ein Todesfall (Four Weddings and a Funeral)
- Shirley MacLaine – Tess und ihr Bodyguard (Duarding Tess)
- Emma Thompson – Junior

### Bester Nebendarsteller
Martin Landau – Ed Wood
- Kevin Bacon – Am wilden Fluß (The River Wild)
- Samuel L. Jackson – Pulp Fiction
- Gary Sinise – Forrest Gump
- John Turturro – Quiz Show

### Beste Nebendarstellerin
Dianne Wiest – Bullets Over Broadway
- Kirsten Dunst – Interview mit einem Vampir (Interview with the Vampire: The Vampire Chronicles)
- Sophia Loren – Prêt-à-Porter
- Uma Thurman – Pulp Fiction
- Robin Wright – Forrest Gump

### Bestes Drehbuch
Quentin Tarantino – Pulp Fiction
- Paul Attanasio – Quiz Show
- Richard Curtis – Vier Hochzeiten und ein Todesfall (Four Weddings and a Funeral)
- Frank Darabont – Die Verurteilten (The Shawshank Redemption)
- Eric Roth – Forrest Gump

### Beste Filmmusik
Hans Zimmer – Der König der Löwen (The Lion King)
- Elliot Goldenthal – Interview mit einem Vampir (Interview with the Vampire: The Vampire Chronicles)
- James Horner – Legenden der Leidenschaft (Legends of the Fall)
- Mark Isham – Nell
- Alan Silvestri – Forrest Gump

### Bester Filmsong
„Can You Feel the Love Tonight“ aus Der König der Löwen (The Lion King) – Elton John
- „Circle of Life“ aus Der König der Löwen (The Lion King) – Elton John
- „Far Longer than Forever“ aus Die Schwanenprinzessin (The Swan Princess) – Lex de Azevedo, David Zippel
- „I’ll Remember“ aus Ein genialer Freak (With Honors) – Madonna, Mr. Mister
- „Look What Love Has Done“ aus Junior – Patty Smyth
- „The Color of the Night“ aus Color of Night – Lauren Christy, Jud Friedman, Dominic Frontiere

### Bester fremdsprachiger Film
Farinelli, Belgien – Regie: Gérard Corbiau
- Die Bartholomäusnacht (La Reine Margot), Frankreich – Regie: Patrice Chéreau
- Drei Farben: Rot (Trois coleurs: Rouge, Polen/Schweiz – Regie: Krzysztof Kieślowski
- Eat Drink Man Woman (Yǐn Shí Nán Nǚ)), Taiwan – Regie: Ang Lee
- Leben! (Huózhe), Hongkong – Regie: Zhang Yimou

## Gewinner und Nominierte im Bereich Fernsehen

### Beste Serie – Drama
Akte X – Die unheimlichen Fälle des FBI (The X-Files)
- Chicago Hope – Endstation Hoffnung (Chicago Hope)
- Emergency Room – Die Notaufnahme (Emergency Room)
- New York Cops – NYPD Blue (NYPD Blue)
- Picket Fences – Tatort Gartenzaun (Picket Fences)

### Bester Hauptdarsteller in einer Fernsehserie – Drama
Dennis Franz – New York Cops – NYPD Blue (NYPD Blue)
- Mandy Patinkin – Chicago Hope – Endstation Hoffnung (Chicago Hope)
- Jason Priestley – Beverly Hills, 90210
- Tom Skerritt – Picket Fences – Tatort Gartenzaun (Picket Fences)
- Sam Waterston – Law & Order

### Beste Hauptdarstellerin in einer Fernsehserie – Drama
Claire Danes – Willkommen im Leben (My So-Called Life)
- Jane Seymour – Dr. Quinn – Ärztin aus Leidenschaft (Dr. Quinn, Medicine Woman)
- Heather Locklear – Melrose Place
- Angela Lansbury – Mord ist ihr Hobby (Murder, She Wrote)
- Kathy Baker – Picket Fences – Tatort Gartenzaun (Picket Fences)

### Beste Serie – Musical/Komödie
Frasier

Verrückt nach dir (Mad About You) 
- Grace (Grace Under Fire)
- Hör mal, wer da hämmert (Home Improvement)
- Seinfeld

### Bester Hauptdarsteller in einer Fernsehserie – Musical/Komödie
Tim Allen – Hör mal, wer da hämmert (Home Improvement)
- Kelsey Grammer – Frasier
- Craig T. Nelson – Mit Herz und Scherz (Coach)
- Paul Reiser – Verrückt nach dir (Mad About You)
- Jerry Seinfeld – Seinfeld
- Garry Shandling – Die Larry Sanders Show (The Larry Sanders Show)

### Beste Hauptdarstellerin in einer Fernsehserie – Musical/Komödie
Helen Hunt – Verrückt nach dir (Mad About You)
- Candice Bergen – Murphy Brown
- Brett Butler – Grace (Grace Under Fire)
- Ellen DeGeneres – Ellen
- Patricia Richardson – Hör mal, wer da hämmert (Home Improvement)

### Beste Miniserie oder bester Fernsehfilm
Flammen des Widerstands (The Burning Season)
- Reißende Strömung - Rafting-Trips ins Verderben (White Mile)
- The Return of the Native
- Vaterland (Fatherland)
- Visitors – Besucher aus einer anderen Welt (Roswell)

### Bester Hauptdarsteller in einer Miniserie oder einem Fernsehfilm
Raúl Juliá – Flammen des Widerstands (The Burning Season)
- Alan Alda – Reißende Strömung - Rafting-Trips ins Verderben (White Mile)
- James Garner –  Maggie, Maggie! (Breathing Lessons)
- Rutger Hauer – Vaterland (Fatherland)
- Samuel L. Jackson – Against the Wall

### Beste Darstellerin in einer Miniserie oder einem Fernsehfilm
Joanne Woodward – Maggie, Maggie! (Breathing Lessons)
- Kirstie Alley – Zu viel Liebe – Davids Mutter (David's Mother)
- Irene Bedard – Lakota Woman: Siege at Wounded Knee
- Diane Keaton – Amelia Earhart – Der letzte Flug (Amelia Earhart: The Final Flight)
- Diana Ross – Der lange Weg aus der Nacht (Out of Darkness)

### Bester Nebendarsteller in einer Fernsehserie, einer Miniserie oder einem Fernsehfilm
Edward James Olmos – Flammen des Widerstands (The Burning Season)
- Jason Alexander – Seinfeld
- Fyvush Finkel – Picket Fences – Tatort Gartenzaun (Picket Fences)
- John Malkovich – Heart of Darkness
- David Hyde Pierce – Frasier

### Beste Nebendarstellerin in einer Fernsehserie, einer Miniserie oder einem Fernsehfilm
Miranda Richardson – Vaterland (Fatherland)
- Sônia Braga – Flammen des Widerstands (The Burning Season)
- Tyne Daly – Christy
- Jane Leeves – Frasier
- Laura Leighton – Melrose Place
- Julia Louis-Dreyfus – Seinfeld
- Laurie Metcalf – Roseanne
- Leigh Taylor-Young – Picket Fences – Tatort Gartenzaun (Picket Fences)
- Liz Torres – Nachtschicht mit John (The John Larroquette Show)

## Cecil B. De Mille Award
- Sophia Loren

## Mister Golden Globe
John Clark Gable (Sohn von Clark und Keyley Gable)